# Pentawer
Pentawer (Tebe, 1173 a.C. ca. – 1155 a.C.) è stato un principe egizio della XX dinastia, figlio del faraone Ramses III e di Tiye, una sposa secondaria. Egli fu coinvolto nella cosiddetta "congiura dell'harem", un complotto per uccidere suo padre e porlo sul trono. Si suicidò, o fu giustiziato, in seguito all'assassinio.
"Pentawer" non è il vero nome del principe: infatti, tutti i colpevoli della congiura vengono citati nei documenti solo tramite pseudonimi, così da destinare il nome reale all'oblio, massima punizione nella cultura egizia dell'epoca. I nomi dei congiurati furono raschiati o cancellati da ogni fonte materiale o letteraria e vennero sepolti in tombe anonime.

## La cospirazione
Pentawer avrebbe dovuto godere dei benefici della cospirazione dell'harem, forse incitato dalla propria madre Tiye ad assassinare il faraone. Tiye voleva che fosse il proprio figlio a succedere al sovrano, nonostante l'erede designato fosse il figlio della regina Iside Ta-Hemdjert. Stando al Papiro giuridico di Torino, Pentawer figurava tra gli accusati del processo, imputati della partecipazione al complotto. Probabilmente fu costretto a suicidarsi.

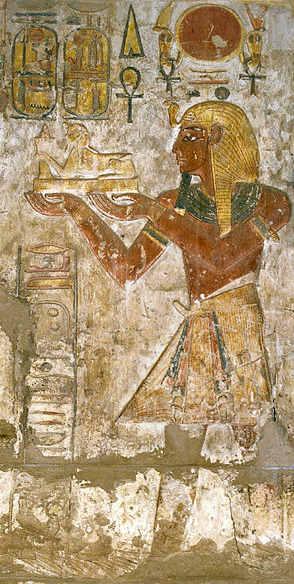
Ramesse III raffigurato nel tempio di Khonsu a Karnak

La storica Susan Redford ipotizza che al principe Pentawer sarebbe stata offerta la possibilità di suicidarsi col veleno per via della sua nobile origine, risparmiandogli il destino degli altri cospiratori, che sarebbero stati bruciati vivi e le loro ceneri gettate nelle strade. Una simile punizione, terribile per la religione egizia, dovette servire da esempio e sottolineare la gravità del tradimento: infatti gli egizi credevano che si potesse conseguire la vita eterna, dopo la morte, solo se il corpo fosse stato imbalsamato e preservato dalla corruzione. In altre parole, i colpevoli non furono uccisi solo fisicamente, ma anche spiritualmente: suicidandosi e sfuggendo alla distruzione corporea sul rogo, Pentawer evitò il castigo peggiore di una seconda morte nel senso religioso. Ciò gli permise di essere mummificato e, così, di rivivere nell'aldilà. Una recente analisi sulla mummia generalmente ritenuta la sua ha rivelato che potrebbe invece essere stato strangolato o impiccato. Se tali resti fossero veramente i suoi, Pentawer doveva avere 18 anni quando morì.

## La probabile mummia

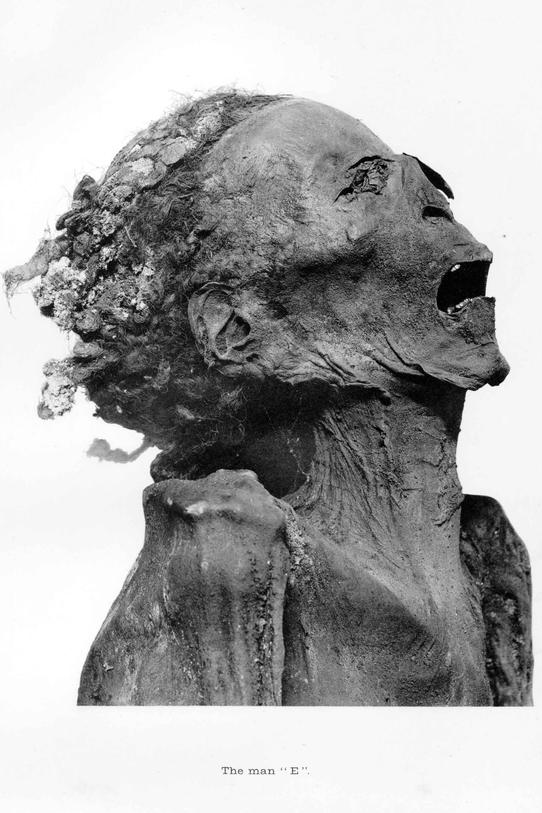
Il viso della probabile mummia di Pentawer (fotografia di G. Elliot Smith, 1912).

Recentemente, l'egittologo Bob Brier ha preso in considerazione la vecchia ipotesi secondo cui la famosa mummia del cosiddetto "Uomo sconosciuto E" rinvenuta, fra moltissime altre, nel nascondiglio DB320 di Deir el-Bahari nel 1881, sarebbe quella del principe traditore. I primi osservatori furono colpiti dall'aspetto piuttosto impressionante di tale salma, definita effrayante, spaventosa, da Maspero. Si tratta di una mummia del tutto inusuale, perché realizzata frettolosamente senza la rimozione del cervello e delle viscere (assente ogni traccia di incisioni in tal senso), e perché sistemata in una cassa di cedro il cui interno era stato grossolanamente manomesso al fine d'allargarla, oltre ad essere avvolta in una pelle di capra (considerata ritualmente impura). Brier ipotizzò che Pentawer fosse stato mummificato con grande fretta, saltando delle procedure, e posto nella prima cassa disponibile per dargli una sepoltura quantomeno decente.
La mummia appartiene ad un maschio non ancora ventenne, di 1 metro e 70 di statura, senza traccia di barba e baffi; la testa è scompostamente gettata indietro, la bocca insolitamente spalancata, mentre i genitali mancano del tutto.
Successive analisi del DNA hanno confermato che mummia appartiene a un figlio di Ramses III.

## Ipotesi alternative
Nel 1999 la mummia venne esaminata dall'egittologo Dylan Bickerstaffe, questi confermò che il corpo era avvolto in una pelle di pecora che presentava ancora il vello, alimentando molti degli interrogativi già sorti in occasione della prima ispezione e derivanti dalla descrizione di Erodoto, che aveva indicato come gli antichi egizi considerassero impuri gli indumenti di lana. Tale circostanza, secondo Bickerstaffe, era peraltro confermata dal Racconto di Sinuhe secondo cui la sepoltura in una pelle di pecora era esecranda. Non esiste, inoltre, nessun'altra sepoltura egizia in cui esista un identico metodo di imbalsamazione. Sotto la pelle di pecora le bende (datate da Maspero alla XVIII dinastia per il sistema di posizionamento) erano cosparse di natron che aveva assorbito il grasso corporeo emettendo un forte odore di putridume. Le bende di lino erano impregnate di sostanza adesiva (forse resina) ed erano state legate attorno a polsi e gambe così strettamente da lasciare solchi visibili sulla pelle; sotto tale strato di bende il corpo era stato ricoperto con un composto di natron, resina e calce. Il corpo apparteneva a un uomo di circa 25 anni; il volto appariva contorto e i visceri erano ancora in situ. Molte ipotesi sono state avanzate su "sconosciuto E": data una lacerazione al perineo, si pensò fosse morto per impalamento, ma l'esame degli organi interni, integri, escluse tale circostanza e portò a ritenere si trattasse di lesioni post mortem; considerato il volto contorto, e la contrazione dei muscoli addominali, si pensò quindi a un avvelenamento il che sarebbe stato avvalorato dal fatto che "sconosciuto E" aveva poco o nulla nello stomaco (ancora in situ), condizione compatibile con il vomito che potrebbe essere stato causato dall'agente venefico; Maspero giunse alla conclusione che il corpo poteva essere quello di Pentawer, coinvolto nel complotto per assassinare Ramses III, suo stesso padre, e che questi fosse stato sepolto vivo. Considerazioni più recenti, anche di Bickerstaffe, ipotizzano invece che "sconosciuto E", che recava ancora alle orecchie orecchini d'oro di gran valore,  indossava biancheria di lino di gran pregio ed era chiuso in un sarcofago di cedro particolarmente raro in Egitto e, quindi, molto costoso, fosse un uomo di alto rango, forse un Governatore, che viveva in avamposti egizi nell'area palestinese verosimilmente durante la XVIII dinastia. Morto per cause naturali, il suo corpo non venne immediatamente ritrovato e assunse perciò atteggiamenti contorti che costrinsero a stringere le bende per fargli assumere una posa più naturale. Gli imbalsamatori provinciali, e stranieri, fecero del loro meglio per preservarlo in "modo egiziano", ma si appoggiarono su procedure di imbalsamazione locale. "Sconosciuto E" fu perciò trattato da imbalsamatori stranieri con natron e calce viva, avvolto strettamente per raddrizzare le membra in una posizione accettabile e dotato di un sudario di pelle di pecora che potrebbe in realtà essere stato un segno d'onore nelle loro usanze funerarie. Conferma indiretta derivò, peraltro, dall'ispezione che della mummia eseguì, nel 1912, l'anatomopatologo Smith che sottolineò come l'espressione facciale, come di persona che urla, fosse presente anche in altre mummie citando, ad esempio, quelle di Inhapi o Merutamon.